# 速読術
速読術（そくどくじゅつ、英：speed reading、rapid reading、fast reading）とは、文章を速く読むための技術あるいは方法を指す。読書速度を向上させ、効率的に大量の書物を読破する技術である。

## 概説
学問的には、すべての文字を順に追って理解して読むことが読書の前提であり、この前提を満たした上で速度が速い読書法が速読法とされる。しかし、一般的には、拾い読み、飛ばし読み、斜め読みと呼ばれる読み方や写真記憶などが速読術テクニックとされている。したがって、読む本人が速く読み、読む目的を達成できる読み方なら、どのような速度や理解の程度でも速読術と言える。
従来、速読術の習得には、視野の拡大、理解度の向上、さらに情報を引き出す速度を改善が必要とされ、そのために速読の目を作る訓練と、速読の脳を作るための訓練が必要とされてきた。しかし、長年にわたる各種心理学の研究によって、2016年までにそのどちらも効果がないことが明らかにされている。また、営利目的で速読術の指導を行う目的の者の中には、往々にして、施す訓練があくまでその意味と範囲での訓練であることをあらかじめ伝えない、自身は速読が出来るのか示すよう求められても言を左右にして実証してみせないといった問題があり、後からこの点に気付いた者からは、科学的なように見せかけながら実態はオカルト的な超能力開発の講習とどこが違うのかといった非難がある。

速読力は、天賦の才能とみなされ、生後に変えられるものではないと思われていた。近年、実験心理学で、読書行動が科学的に分析されるにつれて、速読力を向上させようとする試みがなされてきた。しかし、読解力の元となっている語彙力、知識力、集中力などは個々人による違いがあるため、同じトレーニングをしたとしても結果の個人差は大きい。そもそも読んだ内容を「理解した」といっても、読み手にとって既知の情報・知識、ありふれたパターン化した小説であった場合の可能性もあり得、客観的な評価が難しいといった問題がある。「理解する」という心や脳の機能が解明されていないため、速読術は厳密には解明されておらず、その技能を向上させることができると認められた方法はない。様々な個人が、独自の方法を唱えているのが現状である。
日本では1984年に日本初の本格的速読普及活動を開始した日本速読協会、速読能力開発に関して特許を取得した川村明宏、栗田式SRS速読法の栗田昌裕、速読脳開発プログラムの佐々木豊文、日本で初めて大学教育に採用されたフォーカス・リーディングの寺田正嗣などが有名である。これらのうちいくつかは科学的な実験で効果が試されており、川村の手法は富山大学・石井成郎らの研究により時間経過とともにスピードが落ちていく事が明らかにされ、実験では2倍に満たないスピードとなり、そのスピードであれば理解度は維持されているとされている。佐々木豊文の手法は脳科学者らの実験で、8年以上トレーニングを続けて来た一人の被験者については1分間に5,000文字程度のスピードで読み、理解度テストも一般の被験者（非速読者）と比較して若干劣る程度という結果が示されている。その一方、同じ実験に参加した、2人の被験者（6年以上と7年以上のトレーニング継続者）はスピードの向上もあまり大幅ではなく、しかも理解度の低下が著しいという結果であり、研究者らは「速読は割に合わない」と結論づけている。
一方、世に知られる僧侶、超能力者たちのなかに、実際に1分間に数万字 - 10万字以上もの速度で本を読めた人がいたことが文献に残っている。ただし、多くが古い記録であったり証言者の中立性に疑問がある等信憑性が不明であり、また、その人たちは修行の結果として速読能力を得たとされるがその修行方法は詳らかにされていない。

## 速読術の大別
速読術は、その由来、目指す読み方、トレーニングの方法、トレーニング原理の有無、達成速度などによって、下記のような観点から整理して考える必要がある。
1. 個人の思いつきや体験から工夫された方法と、学問的研究から導かれた原理に基づいている方法
2. 拾い読みや飛ばし読みのように、文章を部分的に読み取って、既に持っている知識から内容を推測・想像して理解したとする方法（部分読み）と、全ての文字を順に追って著者の意図をそのまま酌むことを理解とする方法（全部読み）
3. 早く読むためのテクニックを習得させようとする方法と、読書や理解に関わる視覚および認知機能等を心身両面から開発しようとする方法
4. 達成される読書速度として２〜３倍程度とする方法から、１分間に100万字読めるとする方法。

どのような手法がどのような効果をもたらすか、訓練によってどのくらいのスピードが実現できるか、その時の理解度はどの程度になるかは、読み手の読書力、設定された目的、既有知識の程度によって決まるものである。速読術を習得しようとするなら、自分の目標・目的を踏まえ、速読術の方法論と目指す能力をよく調べて、自分に適するものを選ぶことが肝要である。

## 状況に応じた読みわけ
ここでは便宜上、速読を「全体理解」と「精読」に分類する。
| 全体理解 | 全体を大雑把に理解する読み方であり、あらすじやテーマをとらえて約70%の理解度で読み進める。 |
| 精読     | 正確に理解して記憶に残るような読み方で、情報を分析しインプットするための読みである。      |

樹木に喩えると、「全体理解」で幹や大枝を捉え、全体のイメージを掴み、「精読」で葉っぱや花など細かな部分にまで注意を向ける。専門書や試験問題を読んで学習するためには、この「精読」の読み方が中心となる。

## 速読術の歴史と現状
科学的研究では、速読術は全ての文字を順に読んでいく読み方が前提になっている。拾い読みや飛ばし読み、斜め読みを方法とする速読術は研究の対象外である。科学的には速読も読書行動の一種であり、その意味で速読術の研究は読書の研究から始まる。
読書を最初に研究したのは、実験心理学の祖とされるW. M. ヴント（Wilhelm Maximilian Wundt）と言われている。１９世紀半ばのことである。ヴントは、ドイツのライプツィヒ大学教授で、感覚生理学を背景に、被験者の読書時の行動を観察する手法で研究を行った 。
そのヴントの指導のもとに読書の研究を発展させていったのは、アメリカ人 J. M. キャッテルである。キャッテルは、綴りと単語認知、綴りと印刷形態、注意範囲などをテーマにした。キャッテルの影響を受けた研究者は数多く、２０世紀に入ると、研究の中心はアメリカに移った  。
ヴントとほぼ同じ時期に、読書行動過程を眼球運動と関連させた研究が、パリ大学の眼科医のE. ジャヴァールによって始められた。彼は、読書中の目の動きが停留（fixation）と飛越（saccade）の繰り返しであることを発見し、その論文は1879年に発表された。それまで読書中の目の動きは滑らかなものと考えられていたが、彼の研究によって、停留（fixation）と飛越（saccade）の繰り返しであることことが明らかにされたわけで、以後1950年頃まで、速読術は眼球運動との関係を研究テーマとして追及されていく。この意味で、速読術の研究は、ジャヴァールから始まったと言える。
アメリカに読書研究の中心が移ると、その研究対象はさらに広げられていく。視声距離、読書速度、目や耳の認識、黙読中の唇の動き、視覚の鋭敏さなどといった研究がなされている。その中で、ウィスコンシン大学のクワンツ教授は、普通の人の読書は、目で見た文字を一度頭の中で音声化する過程を通して認識しているのに対して、読みの速い人は読書するときにこの音声化の過程を通すことなく、目で見た瞬間に認識できることを発見した  。
さらに、眼球運動に関する研究は、２０世紀初頭、ヒューイやドッジ、ジャッドらによって眼球運動を記録する装置が工夫されたのを機に、精力的に進められた。その結果、読書中の眼球運動は、停留（fixation）、飛越運動（saccade）、行間運動（sweep）、逆行運動（regression）の４つに大別できることが明らかになった 。
その後、これらの眼球運動と読書速度との関係が多数研究され、読書心理学では、次の２つの事実が実験で明確にされた。
（１）読書速度の速い人は、遅い人よりも、１行当たりの停留数が、少ない。
（２）読書速度の速い人は、遅い人よりも、逆行数が少ない。
これらの実験事実から、速く読むためには、速い人の眼球運動を身に付けるようにするという方法論が提示された。停留数が少ないということは、１回の停留で読み取れる文字数が多い、すなわち認知視野が広いこと意味する。そこで、認知視野を広げることが、速読術の要諦と考えられた。
また逆行数が少ないことは、集中して読んでいることを意味するので、集中して読むことも速読術の要諦となった。
このような原理で作られたトレーニングが、アメリカ式速読法である。シラキュース大学では１９２５年に速読法の講座が開講された。以来、米国では正式科目として採用する大学も多く、各地で行われている。民間で有名なのは、エヴェリンウッドの速読法であり、ケネディ大統領やカーター大統領もこの方法で速読トレーニングしたと言われている。
日本では、田中広吉が読書中の眼球運動を最初に観察したとされる。この原理の速読術は、馬淵、佐藤、阪本らによって日本に紹介された。それによると、アメリカ式速読術によって達成される読書速度は、３〜８倍程度とされる。
上記の読書心理学の研究者らが読書の啓蒙書として速読術に関する書を著したが、1960年代頃からは、ビジネス分野での情報処理速度を上げるための自己啓発書として速読関係の本が出版されるようになった。
このアメリカで発達した読書心理学の理論を踏まえながら、新しい読書力の教育法を提示したのは、大韓民国の国立ソウル大学校師範大学で専任講師をしていた朴鏵燁であった。その到達読書速度は１万字／分を超える画期的な方法であった。朴は、兵役で低下した学力を回復させた自分の体験をもとに、教育心理学と読書心理学の知見を総合して創案した読書教育であったが、結果的に画期的な速読教育を打ち出してしまったのであった。
朴は、1970年代から研究を開始し、1976年12月に最初の研究論文を発表し、さらに1978年に最初の著書「読書能力を伸ばす実験読書方法」を著した。その講義は、師範大学教育研究所主催で1979年５月に開催された。その結果は、ソウル大学校総長、学長、所長の前で報告され、高く評価された。
一方、その講義の様子は韓国の主要新聞やテレビで取り上げられ、「１分間に１万字を読む」と報道された。その結果、韓国内では直ちに、朴が独自に創案したトレーニング図を真似た速読術が多数現れた。その中には、１分間に100万字を読むというものまで現れ、その粗悪な内容がマスコミに批判され、やがて衰退していった。
日本では1982年３月、NHK-TVの番組「NC９」で、韓国のソウル大学校の講義の様子や、民間の速読塾で子供たちが学ぶ様子が報道された。1984年、日本に韓国の速読術が入ってきたが、それは韓国で１分間に100万字を読むと宣伝して批判されたキム式速読術であったため、受講生の期待が大きい一方でトレーニングしても成果が出ないという批判も出た。そのため日本国内では、その後、様々な人がそれぞれ工夫した速読術を作り出していくこととなった。
1980年代は、折しもパソコンやインターネットが普及し始めた時代であり、特にビジネス界では多量の情報を処理する能力の向上が望まれた。その流れに対応して、アメリカからも、フォトリーディングなど、民間で作られた方法が入ってきた。また国内でも、パソコンを使う方法のものなど、様々な速読トレーニングが生まれた。その流れは現在も続いている。
1986年、清州師範大学（後に西原大学）助教授だった朴鏵燁は、NBS日本速読教育連盟に招かれ、「科学的速読法」について講演会やセミナーを開催するとともに、佐々木豊文と共同して、指導プログラムを作成した。
以降、佐々木は自らの速読教室や目白大学（非常勤講師［1995.10〜2004.3］）で講義を担当しながら指導プログラムの改善を図ってきた。また、日本医科大学の故品川嘉也教授、河野貴美子研究員を皮切りに、情報通信研究機構の藤巻則夫研究員、東京大学の植田一博教授、早稲田大学の宮田裕光教授ら、多くの研究者と共同して、１万字/分以上の速度で読むことのできる「速読脳」習得者について、実験心理学、認知科学、脳神経科学の方法を用いた研究結果を発表している

。

## 科学的研究による知見
速読術に関係する科学的研究は、NBS日本速読教育連盟の受講生を被験者として、専門家によって共同研究が行われ、多くの論文が発表されている。速読力（1万字／分以上）を身につけた人が速読をしているときの脳活動を、脳波計（EEG）や機能的核磁気共鳴画像法（fM R I）、近赤外線分光法（NIRS; 光トポグラフィー）などの脳機能計測法を用いて測定した研究、速読中の文章理解や眼球運動を検討した研究、空間的注意を検討する視覚探索課題などの行動課題による研究、速読訓練とマインドフルネスや心理的健康との関連を調べた研究などがなされている。
最終的な結論を提示するには、さらなる研究が待たれるが、現在おおよそ、次のような結果が得られている。
⑴ 読書能力はトレーニングによって向上する。高度に熟達した速読者では、理解を伴った高速での読みができている事例が示されている。
⑵ 速読時には脳の音韻的処理（音声化）に関係する部位（ブローカ野、ウェルニッケ野）の活動は低下する。
⑶ 有効視野は、トレーニングによって拡大する。
⑷ 速読時には右脳頭頂葉の空間認識領域（右頭頂間溝）が活性化している。
⑸ 速読の読みには、視覚野や左脳の読書書字中枢（角回）、右脳の空間認識野、さらには視覚野（イメージ中枢）などが関係する新たな理解の脳神経回路が使われていると想定される。
⑹ 速読時は、前頭葉の活動から見て、集中力が高まっている。
⑺ 速読能力をトレーニングしている人では、していない人よりマインドフルネス傾向（観察・気づき・受容）や主観的幸福感、ポジティブな気分などは高く、抑うつ傾向は低い。
⑻ 速読の訓練期間が長く熟達レベルが高いほど、マインドフルネス傾向や主観的幸福感が高い。

## 高度な読書力と速読テクニックの混同
本来、高速で理解することができる読書能力は、多くの書物を読んだ人だけが到達する高度な読書力である。それは文章全体を順に追い、著者の思考経路をたどって正確な理解を期すものであり、記憶を伴った読書力である。
しかし、1960年代頃から情報化時代が始まり、書籍の内容を思考して理解するよりも、知識を得るだけの読み方が意味を持つようになった。このような社会の動きが、早く知識を得る読みのテクニックとして速読術の登場を促した。確かに現代は膨大な情報が世に溢れており、日常生活でもビジネスでも、その情報をすばやく処理することは不可欠である。ここに、速読術の存在意義があることは間違いない。
しかし、速読術のテクニックを使って、高速の情報処理ができたとしても、それが高度な読書力とは必ずしも言えない。「すばやく欲しい情報を得る」能力は高度な読書力の一面を表していることは確かだが、速読術のテクニックを使って内容を把握したとしても、高度な読書力の育成には、必ずしも結びつかないということである。
もちろん、すでに多くの読書経験を持ち、思考力や知識を豊富に有している人が、速く読む力を身につけるなら、高度な読書力の獲得に大いに役立つ。しかし、本を読む習慣のない人が速読術のテクニックを駆使したとしても、読書力の向上に役立たないだけでなく、読書の本質を見失う可能性さえある。高度な読書力を得るためには、多くの書物を読み、語彙力や知識力、思考力などを磨くことが不可欠と言える。
高度な読書力に発達するのは全ての文字を順に読んで、逐次理解しながら読んでいく読み方の読書である。この読み方（全部読み）で速く読めるようになる速読術なら、そのトレーニングは高度な読書力の育成に役立つ。一般に、速読術という言葉は、部分読みも全部読みも、また理解の低い読み方も高い読み方の意味も含んでいる。速読術を学ぼうとする人は、この点をよく考慮して方法を選択することが賢明であろう。

## 速読術への批判
速読術は早く読むために一時的に用いる技術という面と、読書力を改善向上させた結果習得される能力という面がある。前者は、必ずしも読書力の向上を意味しない。したがって、読書力の低下が心配されている教育現場では、正確に理解する読解力が育っていない生徒や学生に速読術を教えることには批判的である。
一方、教育現場の中でも受験になると速度を求められるので、受験勉強を指導する塾や予備校では速読術を採用しているところは多い。また、ビジネスの現場では常に事務処理の効率化が求められており、速読力の必要性は一般的に認識されている。このように、速読ないしは速読術については、是と否と両方の考えがある。
研究者の間では批判的見解や研究も少なくない。すなわち、速読では、速く読むにつれて理解度が低下するので意味がないという批判である。アメリカでは、速読とは文字を高速で追う読み（scanning）や拾い読み（skimming）をして大意を把握しようとする読みのテクニックと一般的に受け止められている。速読術についてこのように理解されている中では、上述の批判は的を射ているといえよう。
また速読に関する研究は、人間の知的能力とその活動についての測定や調査である。被験者が速読できるとしても、どのレベルの速読のできる人なのか、そもそも速読能力をどのように評価して測定条件を統一するのか、速読力を発揮できる環境で測定を行なっているのかなど、その研究には難しい課題が多い。このことも速読術への評価を難しくしている。
一方、日本では1987年12月５日にNHKニュースで、「読書は左脳を使っていると思われていたが、速読では右脳も使われていることが分かった」と日本医科大学とNBS日本速読教育連盟との共同研究の結果が報道され、また2002年１月２日にNHKの番組「ためしてガッテン」で、同じくNBS日本速読教育連盟で速読ができた人と普通の人の脳活動の違いと、吉本のお笑い芸人がトレーニングして速読できるようになる様子が報道されたことにより、速読術に対する見解は必ずしも批判一辺倒ではなくなった。
このことは、その後もNHK-ETVで繰り返し取り上げられたことや、2010年に再び「ためしてガッテン」のテーマとして取り上げられたことから判断される。また「速読」という言葉が見出し語になかった国語辞典「広辞苑」でも第六版（2008）から、見出し語として採用されるようになった。

## 具体的な訓練方法
文章の全ての文字を順に読んでいく通常の読書速度は、成人でも200字／分程度から3000字／分程度まで、十倍以上の差がある。読書速度の速い人がごく当たり前にやっていることは、遅い人にとっては、速読テクニックとなる。そのようなテクニックとしては、次のような方法が挙げられる。
　⑴ 精神集中
　　集中して読むなら、誰でも必ず集中していないときより速く読むことができる。読み始める前に、気持ちを落ち着けて、深く集中して読むことを自らの意志を確認して読み始めることは、基本的に大切なことである。
　　ストップウォッチを用意して、速度を意識しながら読むのは、集中力を刺激し、速読術テクニックとして有効である。
　⑵ 読む目的に応じた読みわけ
　　精読するにしても、予めその文ないしは本の概要を把握しておくことは、正確な理解や速く効率の良い読みに役立つ。多くの読書経験のある人は当然としてやっていることである。例えば、
　　① 本文を読む前に、目次に目を通しておく。
　　② 内容の解説文があれば、それを先に読む。
　　③ 新聞や雑誌の記事では、前文をまず読む。
　　④ 精読する前に、拾い読みや斜め読みをして、概要を把握し、読みの必要性の有無を判断する。
など。
⑶ 「視読」と速読
　速読とは「視読」だと言われる。文字を心の中で音声化していては速く読めないことは容易に納得できる。文字を見た瞬間に、音声化せずに理解できないと、速くは読めない。だから速読しようとするなら、音声化しないで理解することが必要であり、その理解能力を「視読」と読んでいる。
　実は、高度な読書力を有する人は「視読」の能力を有している。多くの本を読んだことにより読書における理解機能として自然に発達しているからである。その「視読」能力には、音声化して読む時と同様に無理なく使える理解が伴っている。
一方、一部の速読術では「視読」を速読のテクニックとして、「視読」で読むことを指導している。しかし、多読の結果として発達した読み方を、読書量の少ない人が、速読テクニックとして真似ても理解は伴わない。「視読」の能力は、即戦的に使えるテクニックではなく、多読の結果発達する読書能力だからである。
もちろん、すべての文字を順に読み取っていく合理的な速読術トレーニングで速く読めるようになったなら、「視読」の能力は自ずと伴っている。「視読」の能力を高度に発達させたときには、１分間に数万字以上を読む驚異的な読書速度が可能とされている。

## 速読術の効果と諸言語

### 日本語の速読
漢字は表意文字であるため、イメージ化しやすいという特徴がある。日本語には、漢字と平仮名があるので、漢字に注目して読んでいけば、自然に速読することができる。また、目次ページを最初によく見ておけば、章タイトルで筆者が何を言いたいのかが、理解しやすくなる。

### 英語の速読
多くの日本人は1分間に100語以上の速さで英文を読むことができない。返り読みをせずに、英文を頭から読み下すことが必要である。自然な速さで英文を音読することで英文を読む速さを高めることができる。スローダウンしていない自然な速さのリスニングにも同様の効果がある。
しかし、英文を音読した場合、1分間に150語程度が限界だと言われている。それ以上の速さを目指すのであれば黙読し、内言（心中発声）を止めなければならない。日本語の速読術と同様の方法が必要となるのはこのレベルからである。
名詞や動詞などの内容語に注目し、冠詞や前置詞や代名詞などの機能語を軽く読むと良い。however, for example などのディスコースマーカーに注目し、段落相互の関係をつかむことも必要である。

## フォトリーディング
ポール・シーリイによって提唱された速読法で、一分間に25,000文字を読解することが可能だとされている。2001年にフォレスト出版から発売された『あなたもいままでの10倍速く本が読める』により日本に広まった。しかしオールド・ドミニオン大学心理学部教授のダニエル・マクナマラ博士は、NASAに提出した論文で以下のようにその効果を疑問視している。
これらの実験は、フォトリーディングに効果がないことを明確に示した。フォトリーディングを実践する人々が主張するような高い読解速度は観察されなかったし、実際、その読解速度は通常の読書方法のものと概ね同じものであった。さらに、フォトリーディングの熟練者がフォトリーディングのテクニックを使った場合、通常の読書方法と比べて読解時間の増加が見られた。この増加は、テキストの内容把握の低下を伴ったものだった。

## eyeQ
アメリカではeyeQと呼ばれる速読法が行われており、学生の学習能力の向上や企業の業務効率改善に効果を発揮している。

## 参考図書
- 佐々木豊文　『毎分10万字を読破できる超速読脳トレーニングの秘密』（2015年、こう書房）
- 寺田昌嗣, 玉城博正『決定版! 超カンタン速読入門』（2002年、金の星社）
- 川村明宏　『かんたんスポーツ速読トレーニングドリル』（2010年、毎日コミュニケーションズ）